# Real Academia Militar de Chulachomklao

Escudo del monarca tailandés de 1873 a 1910, el emblema de la Real Academia Militar de Chulachomklao.

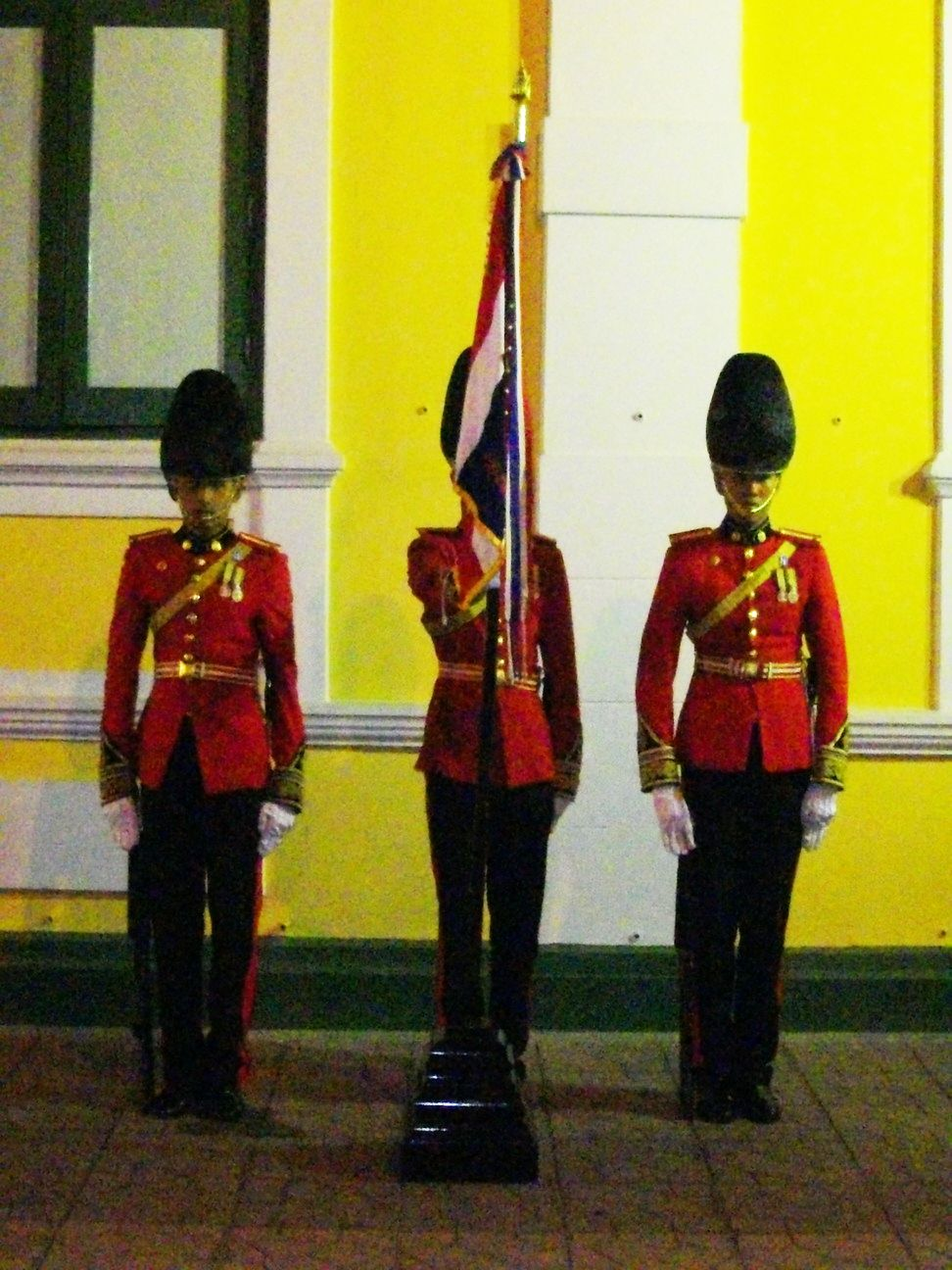
Guardia Real de Cadetes de la Real Academia Militar de Chulachomklao.

La Real Academia Militar de Chulachomklao (en tailandés: โรงเรียนนายร้อยพระจุลจอมเกล้า) es una academia militar de Tailandia. establecida en 1887. De ella han salido la mayoría de los líderes militares del país y muchos Primeros Ministros.
Fue fundada el 5 de agosto de 1887 por el Rey Chulalongkorn (o Chulachomklao) con el nombre de Real Academia Militar. El 1 de enero de 1948 se unió al Instituto Politécnico del Real Ejército Tailandés, cambiando su denominación por la actual, en homenaje al rey fundador.
Primero estuvo ubicada en el Palacio Saranrom de Bangkok. En 1909 se trasladó a la avenida Rajadamnoen Nok donde permaneció hasta el 10 de julio de 1986. Finalmente se trasladó al distrito de Muang, en la provincia de Nakhon Nayok, a un complejo situado a 140 kilómetros de Bangkok.
Los cadetes que se incorporan deben haber superado su estancia en la Escuela Preparatoria de las Fuerzas Armadas de Tailandia. Cada curso escolar, una decena de alumnos son escogidos para realizar estudios complementarios en academias militares del extranjero.